# ヒメドルコプシス属
ヒメドルコプシス属（ヒメドルコプシスぞく、Dorcopsulus）は、哺乳綱双前歯目カンガルー科に分類される属。

## 分類
以下の分類・英名は、Groves(2005）に従う。和名は川田ら(2018)に従う。
- Dorcopsulus macleayi ヒメドルコプシス Macleay's dorcopsis
- Dorcopsulus vanheurni ヤマドルコプシス Small dorcopsis